# Вереміївська сотня
Вереміївська сотня (вона ж і Єреміївська сотня) — адміністративно-територіальна та військова одиниця за Гетьманщини (Військо Запорозьке Городове) з центром у містечку Вереміївка. Сотня існувала відносно недовгий час з 1648 по 1672 рік, проте встигла багато разів змінити свої полк, була з різних причин у складі Іркліївського, Чигиринського, Кременчуцького та Лубенського козацьких полків.

## Історія
Виникла влітку 1648 року у складі Іркліївського полку. Післяйого ліквідації за Зборівською угодою 16 жовтня 1649 року включена до Чигиринського полку, в якому перебувала до 1658 року. На той час сотня нараховувала 181 козака.
Протягом 1658—1661 років Вереміївська сотня була адміністративною одиницею відновленого Іркліївського полку.
У 1661—1663 роках в складі Кременчуцького полку, а від 1663 і до 1667 року знову в складі Чигиринського полку.
За Андрусівською угодою 1667 року сотня відійшла до лівобережного гетьманату і була включена І.Брюховецьким до складу Лубенського полку.
Під час адміністративної реформи, яку провів у кінці 1672 року І.Самойлович, Вереміївська сотня була ліквідована, а її територія увійшла до складу Чигирин-Дібровської сотні.

### Сотники
- Якубович Федір (1638 — ?)
- Рева (? — 1649 — ?)
- Терепець Юхим (? — 1661 — ?)

### Городовий отаман
- Занкович Костянтин (1638 — ?)